# Konkurs Piosenki Eurowizji 1999
44. Konkurs Piosenki Eurowizji 1999 został rozegrany 29 maja w audytorium Menachema Ussyszkina w Międzynarodowym Centrum Kongresowym w Jerozolimie.
Koncert poprowadzili: Jigga’el Rawid, Dafna Dekel i Sigal Szachamon. Finał konkursu wygrała Charlotte Nilsson, reprezentantka Szwecji z piosenką „Take Me to Your Heaven”, za którą zdobyła łącznie 163 punkty.

## Lokalizacja

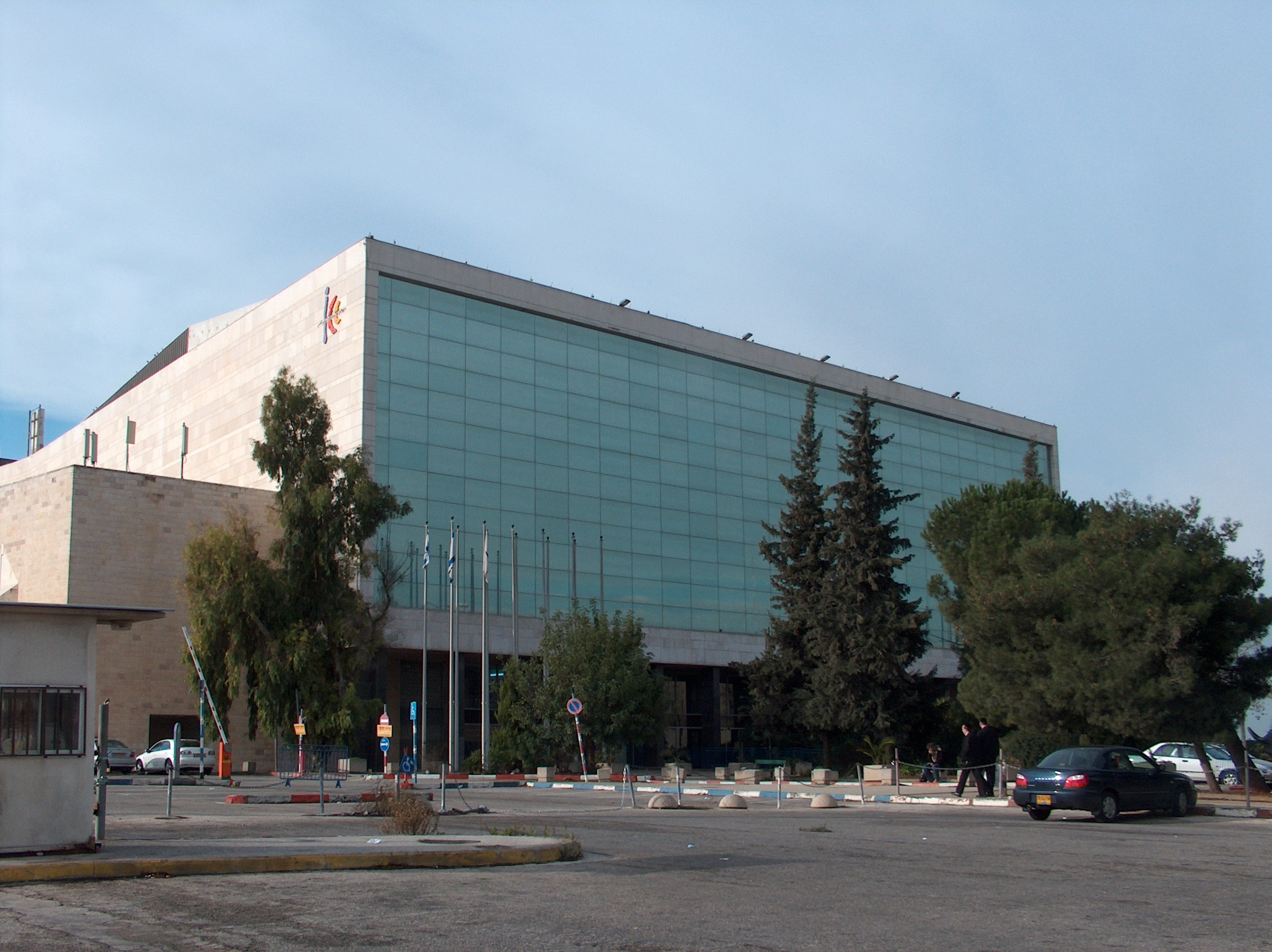
Międzynarodowe Centrum Kongresowe w Jerozolimie, miejsce organizacji konkursu.

Dzięki zwycięstwu Dany International w finale konkursu w 1998 prawo do organizacji Eurowizji 1999 otrzymała izraelska telewizja IBA. Początkowo spekulowano, że konkurs nie odbędzie się w Izraelu, ale na Malcie lub w Wielkiej Brytanii, czyli do krajów z podium konkursu w 1998. Izraelski rząd obawiał się bowiem zbyt wysokich kosztów organizacji widowiska oraz reakcji ortodoksyjnych Żydów, którzy mogliby powstrzymać laureatkę zeszłorocznego konkursu Danę International od przyjazdu na finał konkursu. Ostatecznie konkurs rozegrano w Izraelu.

## Organizacja
W 1999 po raz pierwszy wydana została składanka zawierająca prawie wszystkie konkursowe piosenki. Na krążku zabrakło utworów z Polski, Cypru, Holandii i Wielkiej Brytanii. W przeciwieństwie do płyt wydawanych w kolejnych latach, ta z 1999 nie została oficjalne wydana pod szyldem EBU.
Po ogłoszeniu wyników konkursu na scenie pojawili się wszyscy uczestnicy, którzy wspólnie zaśpiewali angielską wersję piosenki „Hallelujah”, z którą reprezentanci Izraela, Gali Atari i zespół Milk and Honey wygrali konkurs w 1979. Występ był hołdem dla ofiar wojny w Kosowie po zbombardowaniu, które wysadziło kosowskie nadajniki telewizyjne w powietrze.

### Zmiana zasad
W 1999 EBU zmieniła kilka punktów konkursowego regulaminu. Podczas 44. konkursu uczestnicy mogli śpiewać piosenki w innym języku niż ojczysty. W tym samym roku wszystkie delegacje wykorzystały możliwość skorzystania z podkładu muzycznego zamiast akompaniamentu orkiestry „na żywo”, co spotkało się z krytyką ze strony wielu widzów konkursu, w tym m.in. trzykrotnego zwycięzcy Eurowizji, Johnnym Loganem, który opisał konkurs jako „karaoke”.
Począwszy od 2000, cztery kraje wnoszące największy wkład finansowy do EBU (tj. Niemcy, Hiszpania, Francja i Wielka Brytania) miały zapewniony udział w finale kolejnych konkursów, niezależnie od wyników krajowych reprezentacji w poprzednich latach.

### Kontrowersje
Przed rozegraniem finału konkursu zdyskwalifikowane zostały dwie piosenki: utwór zespołu Hari Mata Hari z Bośni i Hercegowiny, który został zaprezentowany w Finlandii kilka lat wcześniej, a także propozycję niemieckiej reprezentantki Corinny May, która została zaśpiewna przez innego wykonawcę w 1997.
Chorwacki występ wywołał małe oburzenie w norweskiej delegacji, z powodu syntetyzowanego męskiego wokalu użytego w ścieżce dźwiękowej podczas prezentacji Doris Dragović. W konsekwencji EBU odjęła Chorwacji 1/3 zdobytych w finale punktów. Nie dotyczyło to jednak pozycji finałowej w konkursie, a jedynie o ranking krajów, które mogą uczestniczyć w następnych konkursach (Chorwacja uczestniczyła jednak we wszystkich następnych konkursach, gdzie ten ranking był stosowany, tj. 2000-2003)
Podczas występu interwałowego wystąpiła Dana International, która zaprezentowała swoją interpretację piosenki Steviego Wondera „Free”. Ze względu na słowa piosenki, występ wywołał wiele kontrowersji w Izraelu. Piosenkarka pojawiła się również na koniec konkursu, by wręczyć statuetkę zwyciężczyni, Charlotte Nilsson. Po tym, jak udawała, że trofeum jest za ciężkie do uniesienia, upadła na scenę, ciągnąc za sobą kompozytora zwycięskiego utworu. W tym momencie ochrona rzuciła się na nią myśląc, że to atak terrorystyczny.

## Kraje uczestniczące
W konkursie wzięły udział telewizje publiczne z 23 krajów. Do konkursu po rocznej przerwie powrócili nadawcy z Austrii, Bośni i Hercegowiny, Danii i Islandii. Po pięciu latach absencji do konkursu wróciła również telewizja z Litwy, która z powodu problemów finansowych otrzymała od EBU możliwość stawienia się delegacji dzień później od pozostałych uczestników.
Początkowo chęć udziału w konkursie wyraziła też telewizja z Łotwy, jednak ostatecznie wycofała się z występu, dzięki czemu możliwość startu miał nadawca Magyar Televízió z Węgier. Po jego rezygnacji prawo do udziału otrzymała telewizja z Portugalii, która przyjęła zaproszenie.

### Powracający wykonawcy
W 44. Konkursie Piosenki Eurowizji startowało kilku wykonawców, którzy brali udział w konkursie w przeszłości. Reprezentantką Chorwacji była Doris Dragović, przedstawicielka Jugosławii w finale konkursu w 1986. Słowenię ponownie reprezentowała Darja Švajger, uczestniczka konkursu w 1995.

## Wyniki
| L.p. | Państwo              | Język                                   | Wykonawca                     | Tytuł                                    | Miejsce | Punkty |
| ---- | -------------------- | --------------------------------------- | ----------------------------- | ---------------------------------------- | ------- | ------ |
| 1    | Litwa                | żmudzki                                 | Aistė Smilgevičiūtė           | „Strazdas”                               | 20      | 13     |
| 2    | Belgia               | angielski                               | Vanessa Chinitor              | „Like the Wind”                          | 12      | 38     |
| 3    | Hiszpania            | hiszpański                              | Lydia                         | „No quiero escuchar”                     | 23      | 1      |
| 4    | Chorwacja            | chorwacki                               | Doris Dragović                | „Marija Magdalena”                       | 4       | 118    |
| 5    | Wielka Brytania      | angielski                               | Precious                      | „Say It Again”                           | 12      | 38     |
| 6    | Słowenia             | angielski                               | Darja Švajger                 | „For a Thousand Years”                   | 11      | 50     |
| 7    | Turcja               | turecki                                 | Tugba Önal i Grup Etnik       | „Dön artik”                              | 16      | 21     |
| 8    | Norwegia             | angielski                               | Stig Van Eijk                 | „Living My Life Without You”             | 14      | 35     |
| 9    | Dania                | angielski                               | Trine Jepsen i Michael Teschl | „This Time I Mean It”                    | 8       | 71     |
| 10   | Francja              | francuski                               | Nayah                         | „Je veux donner ma voix”                 | 19      | 14     |
| 11   | Holandia             | angielski                               | Marlayne                      | „One Good Reason”                        | 8       | 71     |
| 12   | Polska               | polski                                  | Mietek Szcześniak             | „Przytul mnie mocno”                     | 18      | 17     |
| 13   | Islandia             | angielski                               | Selma                         | „All Out of Luck”                        | 2       | 146    |
| 14   | Cypr                 | grecki                                  | Marlain                       | „Tha'ne erotas”                          | 22      | 2      |
| 15   | Szwecja              | angielski                               | Charlotte Nilsson             | „Take Me to Your Heaven”                 | 1       | 163    |
| 16   | Portugalia           | portugalski                             | Rui Bandeira                  | „Como tudo começou”                      | 21      | 12     |
| 17   | Irlandia             | angielski                               | The Mullans                   | „When You Need Me”                       | 17      | 18     |
| 18   | Austria              | angielski                               | Bobbie Singer                 | „Reflection”                             | 10      | 65     |
| 19   | Izrael               | angielski, hebrajski                    | Eden                          | „Yom huledet (Happy Birthday)”           | 5       | 93     |
| 20   | Malta                | angielski                               | Times Three                   | „Believe 'n Peace”                       | 15      | 32     |
| 21   | Niemcy               | angielski, niemiecki hebrajski, turecki | Sürpriz                       | „Reise nach Jerusalem – Kudüs'e seyahat” | 3       | 140    |
| 22   | Bośnia i Hercegowina | bośniacki, francuski                    | Dino Merlin i Béatrice        | „Putnici”                                | 7       | 86     |
| 23   | Estonia              | angielski                               | Eveline Saumel i Camile       | „Diamond of Night”                       | 6       | 90     |

## Tabela punktacyjna
| Sposób głosowania: Czerwony: Televoting Niebieski: Jury | Sposób głosowania: Czerwony: Televoting Niebieski: Jury | Głosujący    | Głosujący | Głosujący | Głosujący | Głosujący | Głosujący       | Głosujący | Głosujący | Głosujący | Głosujący | Głosujący | Głosujący | Głosujący | Głosujący | Głosujący | Głosujący | Głosujący  | Głosujący | Głosujący | Głosujący | Głosujący | Głosujący | Głosujący            | Głosujący |
| Sposób głosowania: Czerwony: Televoting Niebieski: Jury | Sposób głosowania: Czerwony: Televoting Niebieski: Jury | Suma punktów | Litwa     | Belgia    | Hiszpania | Chorwacja | Wielka Brytania | Słowenia  | Turcja    | Norwegia  | Dania     | Francja   | Holandia  | Polska    | Islandia  | Cypr      | Szwecja   | Portugalia | Irlandia  | Austria   | Izrael    | Malta     | Niemcy    | Bośnia i Hercegowina | Estonia   |
| Uczestnicy konkursu                                     | Litwa                                                   | 13           |           |           |           | 2         |                 |           |           |           |           |           |           |           |           | 5         |           |            |           |           | 3         | 1         |           |                      | 2         |
| Uczestnicy konkursu                                     | Belgia                                                  | 38           |           |           |           | 4         |                 |           |           |           |           | 2         | 10        | 2         |           |           |           |            | 10        |           | 5         |           |           |                      | 5         |
| Uczestnicy konkursu                                     | Hiszpania                                               | 1            |           |           |           | 1         |                 |           |           |           |           |           |           |           |           |           |           |            |           |           |           |           |           |                      |           |
| Uczestnicy konkursu                                     | Chorwacja                                               | 118          | 6         | 5         | 12        |           |                 | 12        | 8         |           |           | 7         | 1         | 7         | 4         | 2         | 1         | 6          | 6         | 8         | 7         | 5         | 10        | 8                    | 3         |
| Uczestnicy konkursu                                     | Wielka Brytania                                         | 38           | 5         |           | 4         | 5         |                 | 2         | 4         |           | 1         |           |           |           |           | 4         |           |            |           |           | 4         | 8         |           | 1                    |           |
| Uczestnicy konkursu                                     | Słowenia                                                | 50           | 10        | 2         | 2         | 12        |                 |           |           |           |           | 1         | 6         |           |           |           |           |            | 12        |           |           |           |           | 5                    |           |
| Uczestnicy konkursu                                     | Turcja                                                  | 21           |           |           |           |           |                 |           |           | 4         |           | 5         |           |           |           |           |           |            |           |           |           |           | 12        |                      |           |
| Uczestnicy konkursu                                     | Norwegia                                                | 35           |           |           |           | 7         |                 |           |           |           | 6         |           |           |           | 7         | 7         | 5         |            | 3         |           |           |           |           |                      |           |
| Uczestnicy konkursu                                     | Dania                                                   | 71           |           |           | 5         |           | 5               | 5         |           |           |           |           |           | 1         | 12        | 8         | 8         | 3          | 7         | 5         | 2         | 4         |           |                      | 6         |
| Uczestnicy konkursu                                     | Francja                                                 | 14           | 2         |           |           |           |                 |           | 2         | 8         |           |           |           |           |           |           |           |            | 2         |           |           |           |           |                      |           |
| Uczestnicy konkursu                                     | Holandia                                                | 71           | 4         | 12        | 3         |           | 8               | 3         | 5         |           | 7         |           |           |           | 6         |           | 4         | 2          | 1         | 4         | 6         | 2         |           | 4                    |           |
| Uczestnicy konkursu                                     | Polska                                                  | 17           | 7         |           |           |           |                 |           |           |           |           |           |           |           |           |           |           |            |           |           |           |           | 4         | 6                    |           |
| Uczestnicy konkursu                                     | Islandia                                                | 146          | 8         | 8         | 10        |           | 10              |           | 10        | 10        | 12        |           | 7         | 4         |           | 12        | 12        | 4          | 4         | 2         | 10        | 10        | 3         |                      | 10        |
| Uczestnicy konkursu                                     | Cypr                                                    | 2            |           |           |           |           | 2               |           |           |           |           |           |           |           |           |           |           |            |           |           |           |           |           |                      |           |
| Uczestnicy konkursu                                     | Szwecja                                                 | 163          | 3         | 7         | 6         |           | 12              | 7         | 6         | 12        | 10        | 3         | 8         | 6         | 10        | 6         |           | 10         | 5         | 6         | 8         | 12        | 2         | 12                   | 12        |
| Uczestnicy konkursu                                     | Portugalia                                              | 12           |           |           |           |           |                 |           |           |           |           | 12        |           |           |           |           |           |            |           |           |           |           |           |                      |           |
| Uczestnicy konkursu                                     | Irlandia                                                | 18           | 12        |           |           |           | 4               |           | 1         | 1         |           |           |           |           |           |           |           |            |           |           |           |           |           |                      |           |
| Uczestnicy konkursu                                     | Austria                                                 | 65           |           | 6         |           |           | 7               | 4         |           | 6         | 3         |           | 2         | 3         | 8         | 1         | 7         | 5          |           |           |           |           | 5         |                      | 8         |
| Uczestnicy konkursu                                     | Izrael                                                  | 93           |           | 3         | 8         | 8         |                 | 1         | 3         | 2         | 2         | 10        | 4         | 10        | 1         | 10        | 3         | 8          |           | 1         |           | 6         | 7         | 2                    | 4         |
| Uczestnicy konkursu                                     | Malta                                                   | 32           |           |           |           | 6         | 6               |           |           |           |           |           |           |           |           | 3         |           | 1          |           | 7         |           |           | 1         | 7                    | 1         |
| Uczestnicy konkursu                                     | Niemcy                                                  | 140          |           | 10        | 7         | 3         | 1               | 6         | 12        | 3         | 5         | 8         | 12        | 12        | 5         |           | 2         | 12         |           | 10        | 12        | 3         |           | 10                   | 7         |
| Uczestnicy konkursu                                     | Bośnia i Hercegowina                                    | 86           |           | 1         |           | 10        |                 | 10        | 7         | 7         | 8         | 6         | 3         | 5         | 3         |           | 6         |            |           | 12        |           |           | 8         |                      |           |
| Uczestnicy konkursu                                     | Estonia                                                 | 90           | 1         | 4         | 1         |           | 3               | 8         |           | 5         | 4         | 4         | 5         | 8         | 2         |           | 10        | 7          | 8         | 3         | 1         | 7         | 6         | 3                    |           |